# Ice-T
Tracy Marrow (Newark, 16 de fevereiro de 1958), mais conhecido como Ice-T, é um rapper, músico, autor e ator norte-americano. Foi um dos precursores do gangsta rap. A maioria de sua música trata de assuntos políticos, apesar de ter declinado com o tempo. Usa linguagem violenta e com frequência de alusões à vida do crime, prostituição, drogas, "thug life" e outras do gênero implicado no estilo da música rap de gangster.
Desde 1999 ele tem protagonizado o Detective/Sargento Odafin Tutuola da Polícia de Nova Iorque na série da Law & Order: Special 
Victims Unit.

## Biografia

### Começo da vida
Apesar de ser um dos primeiros rappers a emergir da costa oeste americana, Tracy Marrow, filho de Solomon and Alice Marrow, na verdade nasceu em Newark, New Jersey. Ainda criança, sua família se mudou para o norte do estado (Summit, New Jersey).[carece de fontes?] Sua mãe morreu de um ataque cardíaco quando ele estava na terceira série e seu pai também morreu de ataque cardíaco quando Ice-T estava na sétima série. Ice-T diz em sua biografia que seu pai era creole (termo usado para designar pessoas descendentes de colonos franceses e de escravos) e sua mãe era uma afro-americana.
Depois da morte dos pais, Ice-T foi viver com uma tia que morava perto brevemente e depois, foi mandado para morar com outra tia e seu marido em View Park, um bairro negro de classe média de Los Angeles. Enquanto seu primo Earl estava se preparando para ir a faculdade, Tracy dormia no mesmo quarto que ele. Earl era um fã de rock and roll e só escutava as rádios de rock locais; o que acabou desenvolvendo em Tracy um interesse por heavy metal.

### Afiliação com gangue, vida criminal e período no exército
Tracy estudava na Palms Junior High, que era predominantemente frequentada por estudantes brancos, e que incluía alguns estudantes negros que vinham de ônibus de South Central. Após se formar, ele foi para Crenshaw High School, que era toda frequentada por negros. Marrow se destacava da maioria de seus amigos porque ele não bebia álcool ou usava drogas como resultado dos seus instintos de sobrevivência. Durante seu tempo de estudante no ensino médio, gangues de rua começaram a se intensificar no sistema escolar de Los Angeles. Estudantes que pertenciam aos Bloods ou aos Crips estudavam na Crenshaw, e brigavam nos corredores da escola. Tracy acabou se envolvendo com os crips e começou a ler as novelas de Iceberg Slim, que ele memorizava e citava para seus amigos, que gostavam de ouvir e diziam a ele,"Yo, kick some more of that shit by Ice, T," e o apelido pegou. Marrow e outros Crips escreviam e citavam "Rimas Crips", antes do advento do hip hop e do rap.
Com 17 anos, Tracy recebeu dinheiro da previdência social sob os cuidados de sua avó pela morte de seu pai para alugar um apartamento por $90 por mês. Marrow vendeu canabis e roubou estéreos de carros por dinheiro, mas não estava conseguindo dinheiro suficiente para sustentar sua namorada, Darlene Ortiz, e sua filha, o que o fez entrar para o exército para os benefícios financeiros; ele serviu por quatro anos na 25ª Infantaria. Seu comandante ordenou Marrow a guiar um grupo de soldados para lhe roubar alguns suprimentos. Marrow e o grupo foram presos pelo roubo.

## Discografia
- 1987: Rhyme Pays (Ouro)
- 1988: Power (Platina)
- 1989: The Iceberg/Freedom of Speech...Just Watch What You Say (Ouro)
- 1991: O.G. Original Gangster (Ouro)
- 1993: Home Invasion (Ouro)
- 1999: VI - Return of the Real
- 2006: Gangsta Rap

## Singles
- "The Coldest Rap" (1982)
- "Body Rock" (1984)
- "Killers" (1984)
- "Ya Don't Quit" (1985)
- "Dog N The Wax" (1986)
- "6 In The Mornin'" (1986)
- "I'm Your Pusher" (1988)
- "High Rollers" (1988)
- "You Played Yourself" (1989)
- "Lethal Weapon" (1989)
- "What Ya Wanna Do" (1989)
- "New Jack Hustler" (1991)
- "Original Gangster" (1991) [Platinum]
- "Mind Over Matter" (1991)
- "That's How I'm Livin'/99 Problems" (1993)
- "Last Wordz" Com 2Pac e Ice Cube
- "Gotta Lotta Love" (1994)
- "I Ain't New Ta This" (1994)
- "I Must Stand" (1996)
- "The Lane" (1996)
- "Don't Hate the Player" (1999)
- "Always Wanted To Be A Ho (1999)
- "Money, Power, Women" (2000)
- "Pimping Ain't Easy" (2000)
- "Police Story" (2002, Rise Above 24 songs to benefit the West Memphis 3)
- "Walking In The Rain" (2006)

## Atuações em Séries
- 2018 Law & Order: Special Victims Unit - Temporada 20
- 2017 Law & Order: Special Victims Unit - Temporada 19
- 2016 Law & Order: Special Victims Unit - Temporada 18
- 2015 Law & Order: Special Victims Unit - Temporada 17
- 2014 Law & Order: Special Victims Unit - Temporada 16
- 2013 Law & Order: Special Victims Unit - Temporada 15
- 2012 Law & Order: Special Victims Unit - Temporada 14
- 2011 Law & Order: Special Victims Unit - Temporada 13
- 2010 Law & Order: Special Victims Unit - Temporada 12
- 2009 Law & Order: Special Victims Unit - Temporada 11
- 2008 Law & Order: Special Victims Unit - Temporada 10
- 2007 Law & Order: Special Victims Unit - Temporada 9
- 2006 Law & Order: Special Victims Unit - Temporada 8
- 2005 Law & Order: Special Victims Unit - Temporada 7
- 2004 Law & Order: Special Victims Unit - Temporada 6
- 2003 Law & Order: Special Victims Unit - Temporada 5
- 2002 Law & Order: Special Victims Unit - Temporada 4
- 2001 Law & Order: Special Victims Unit - Temporada 3
- 2000 Law & Order: Special Victims Unit - Temporada 2
- 1999 Law & Order: Special Victims Unit - Temporada 1

## Filmografia
- 2008 foi lançado crips and blood
- 2007 All Access DVD Magazine, Vol. 16
- 2006 Ice-T's Rap School [TV Series]
- 2005 Hip Hop 411
- 2005 Fuck
- 2005 Clap
- 2004 Tracks
- 2004 Body Count: Featuring Murder 4 Hire - Live in Concert
- 2003 War on Wax: Rivalries in Hip-Hop
- 2003 Up In Harlem
- 2003 C-Walk: It's a Way of Livin'
- 2002 C-Murder: Straight From the Projects - Rappers That Live the Lyrics
- 2002 Beyond Tough [Série de TV]
- 2002 Pimpin' Ken Presents: Pimpology
- 2002 On the Edge
- 2002 Rhapsody
- 2002 Ice-T and SMG: The Repossession Live
- 2001 Hood Rat
- 2001 'R Xmas
- 2001 Pimpology Uncut the Movie
- 2001 Guardian
- 2001 3000 Miles to Graceland (3000 Milhas para o Inferno)
- 2001 Black Horizon
- 2001 Crime Partners
- 2001 Gangland
- 2001 Out Kold
- 2001 Kept
- 2000 Hip Hop 2000: Join the Revolution
- 2000 Leprechaun in the Hood
- 2000 Ablaze
- 2000 Air Rage
- 2000 Sonic Impact
- 1999 The Wrecking Crew
- 1999 Corrupt
- 1999 Judgment Day
- 1999 Urban Menace (Ameaça Urbana) (com Snoop Dogg)
- 1999 Pimps Up, Ho's Down
- 1999 The Heist
- 1999 Agent of Death
- 1999 Straight from the Streets
- 1999 Stealth Fighter
- 1999 Frezno Smooth
- 1999 Point Doom
- 1999 Rap Mania: The Roots of Rap
- 1999 Final Voyage
- 1998 Exiled: A Law & Order Movie
- 1998 Jacob Two Two Meets the Hooded Fang
- 1998 Crazy Six
- 1997 Mean Guns
- 1997 The Deli
- 1997 Body Count
- 1995 Tank Girl
- 1995 Johnny Mnemonic
- 1994 Surviving the Game
- 1993 Gift
- 1993 CB4: The Movie
- 1993 Who's the Man?
- 1992 Trespass (com Ice Cube)
- 1992 Pump It Up!: The Second Video
- 1991 Ice-T: The Iceberg Video
- 1991 Ricochet
- 1991 Ice-T: OG - The Original Gangster Video
- 1991 Slammin' Rap, Video Magazine, Vol. 5
- 1991 New Jack City (ganhou o MTV Ward de melhor revelação)
- 1991 Listen Up!: The Lives of Quincy Jones
- 1990 The Best of Word Up!
- 1990 Mandela in America
- 1985 Rappin'
- 1984 Breakin'
- 1984 Breakin' 2: Electric Boogaloo
- Hood Affairs TV, Vol. 5
- Body Count: The Smoke Out Festival Presents
- Gangsta Brown: The Life and Times of Gangsta Brown